# جونن واسکز
جونن سی واسکز (به انگلیسی: Jhonen C. Vasquez؛ زادهٔ ۱ سپتامبر ۱۹۷۴) یک کارتونیست، پویانما، نویسنده، تهیه‌کننده و کارگردان آمریکایی می‌باشد که بیشتر به‌خاطر خلق مجموعهٔ کتاب کمیکی جانی قاتل دیوانه (به‌همراه اسپین‌آف‌هایش اسکویی! و احساس خفن بودن می‌کنم) و انیمیشن سریالی نیکلودئون مهاجم زیم شناخته می‌شود.